# Il grande racket
Il grande racket è un film poliziesco all'italiana del 1976 diretto da Enzo G. Castellari.
(Piero Mazzarelli rivolgendosi a Palmieri)

## Trama
Il maresciallo della Polizia di stato Nicola Palmieri, con l'aiuto del fidato sergente Salvatore Velasci, indaga nella città di Roma su un'organizzazione mafiosa che esercita il suo controllo nella città perpetuando il racket delle estorsioni ai titolari di imprese commerciali nella capitale.
L'organizzazione è guidata da Rudy il Marsigliese, a cui fanno capo un gruppo di mafiosi feroci e vendicativi. I metodi violenti d'indagine di Palmieri, tuttavia, non sono accettati dai vertici della polizia e, quando egli viene estromesso dall'incarico, a seguito della morte di Velasci durante un conflitto a fuoco nel tentativo di sventare una rapina alla stazione Tiburtina, decide di organizzare una rappresaglia armata, alla quale decide di partecipare un gruppo di vittime della banda del Marsigliese.

La scena con Fabio Testi dentro la Fiat 124 che precipita

## Colonna sonora
La colonna sonora è stata composta da Guido e Maurizio De Angelis, già noti per aver composto svariate musiche per film polizieschi italiani degli anni settanta tra cui La polizia incrimina, la legge assolve e Roma violenta. I brani sono i seguenti:
1. Il grande racket
2. Allucinazione
3. Caccia all'uomo
4. Visioni
5. Il grande racket (Ripresa I)
6. Inseguendo i criminali
7. In trattoria
8. Agguato
9. Il grande racket (Ripresa II)
10. Seconda allucinazione
11. Attesa ossessiva
12. Terza allucinazione
13. Il grande racket (Ripresa III)
14. Fuga disperata
15. L'ultimo inseguimento
16. Il grande racket (Finale)

## Distribuzione
Distribuito nei cinema italiani il 4 agosto 1976, Il grande racket ha incassato complessivamente 1.479.567.800 lire dell'epoca.

### Edizione home video
Il film è uscito in edizione DVD distribuito dalla 30 Holding.

## Accoglienza

### Critica
Il film è stato definito da Michael Mann «uno dei migliori polizieschi mai girati».
Il critico Morando Morandini, a proposito del film, scrisse sul Il Giorno: «È un film fascista. È un film abietto. È un film idiota. È fascista perché, abbinando lo stereotipo del giustiziere solitario con quello del poliziotto reso impotente nell'esercizio del suo dovere dalle norme dello Stato di diritto [...], sostiene l'ideologia reazionaria secondo la quale la criminalità non si combatte applicando le leggi, ma contrapponendo violenza a violenza secondo la regola del taglione: dente per dente, uccisione per uccisione». 
Che il film sia "di parte" si può evincere ancora di più dalla frase "la borghesia capitalistica ha le ore contate!" pronunciata contro gli "sfruttatori del proletariato" da uno dei malavitosi rapinatori del supermercato per coprire il vero scopo dell'azione criminale: punire il proprietario per non aver ceduto alle estorsioni del racket. Lo stesso maresciallo poco dopo, quando i teppisti vengono tutti rilasciati dall'avvocato, li definisce "deficienti".
Il Messaggero, invece, scrisse che il regista «si è lasciato prendere un po' troppo la mano dalla componente in cui la violenza emerge in assoluto, trascurando di imprimere la dovuta sostanza al disegno psicologico dei personaggi e di conferire credibilità a taluni aspetti della nostra società, corollario all'avventurosa vicenda».